# Neil Kernon
Neil Kernon (Londra, ...) è un musicista e produttore discografico britannico.

## Carriera
A partire dalla seconda metà degli anni '70 ha lavorato con numerosi artisti, benché sia principalmente conosciuto per la sua collaborazione con Hall & Oates in tre dei loro più importanti album: Voices, Private Eyes, e H2O. Kernon ha servito come ingegnere del suono per Voices e co-produttore (insieme al duo) per gli altri due.
In seguito ha collaborato con gruppi musicali statunitensi di death metal come i Cannibal Corpse, Macabre e Nile.